# Cladiella arbusculoides
Cladiella arbusculoides is een zachte koraalsoort uit de familie Alcyoniidae. De koraalsoort komt uit het geslacht Cladiella. Cladiella arbusculoides werd in 1978 voor het eerst wetenschappelijk beschreven door Verseveldt & Benayahu. 